# Fert One
Jordi Comas Casanovas (Figueras, 1992) es un artista urbano español, más conocido como Fert. Desde 2008, sus obras y pinturas murales se han expuesto en Madrid, Roma, Nueva York, Chicago, Cancún, Miami o Málaga, entre otras.
Su estilo mezcla figuración con abstracción y tipografía, expuesta con colores duros y composiciones frescas, inspiradas en el mundo del graﬃti. El arte de Fert ha cautivado a celebridades como Victoria Federica de Marichalar y Borbón, Macarena Gómez, Aitana Bonmatí, Domingo Zapata, Santi Vila, entre otros. Sus murales han nutrido campañas para empresas como F.C. Barcelona, Longines, Fédération Ecuestre Internacionale, Coca-Cola o Real Club de Polo de Barcelona.

## Educación
Entre 2011 y 2015, Fert cursó el grado en Diseño gráfico y Artes aplicadas al muro, en la histórica Escola d’Art d’Olot. En 2013, pasó varios meses en París, iniciando su trabajo en el mercado del arte como asistente de Laetitia Hecht, propietaria y curadora de Addict Galerie, una galería especializada en arte urbano, ubicada en el barrio Le Marais de la capital francesa.

## Historia
Nació en el Alto Ampurdán. En 2007 empezó a pintar de forma gratuita en espacios abandonados del campo ampurdanés. En 2008 comienza a realizar sus primeros trabajos bajo el nombre de Fert, viajando por España y Europa para pintar murales de grafiti y participar en festivales de Hip Hop como Meeting of Styles o Figueres Urbana.
Después de varios años viajando por Europa, participando en festivales de arte urbano y consolidando su nombre, tanto a nivel nacional como internacional, en 2011 recibe su primer gran encargo comercial, realizando un mural en directo para Burn Energy (Coca-Cola) en Madrid.
En 2013, cruza por primera vez el Atlántico para participar en el festival Gods of Paint, en Quito. En ese viaje de un mes, pinta varios murales junto a artistas de renombre como Cantwo, MrWany o Does y realiza una obra inédita en el Centro de Arte Contemporánea Nacional de Quito. Ese mismo año presenta su primera exposición individual en el Espai Estació de Gerona.
Durante los siguientes años, Fert sigue viajando y pintando en eventos como Sonar Barcelona 2016 o firmando una instalación de casi 2km de murales biodegradables enmarcado en la edición de 2017 del Temps de Flors gerundense.
También durante 2017 se encarga de la imagen del mayor festival de paracaidismo de Europa, Burning Spring, organizado por su amigo y artista Aldo Comas y la actriz Macarena Gómez. En ese evento se encarga de pintar un velero de 16m y un original autobús londinense, entre otras piezas. Durante ese año presenta su campaña de obras murales a favor de la naturaleza "Dale una mano a la Naturaleza" con un icónico mural pintado en Port de la Selva, Gerona, en el marco del festival Tramuntanart, organizado por Carles Bros.
A finales de ese mismo año, realiza sus primeras intervenciones murales durante la Miami Art Week o Miami Art Basel, en el barrio de Wynwood, meca del street art mundial, junto a su amigo y artista Dase. Algunas de las intervenciones, son un mural de 40m2 en la fachada del antiguo Midtown Senior Care Center, el retrato del jugador de baseball Roberto Clemente, comisionado por City of Miami, en el Roberto Clemente Park, o el homenaje a Camarón de la Isla, en el mítico club The Wood Tavern de Wynwood. 
Los siguientes años continua asistiendo a festivales de arte por todo el mundo y colaborando con empresas como Lime, GSK, Casa Decor Barcelona o VICE Magazine, con quien organiza la fiesta de Miami Art Basel 2019, diseñando y pintando un Ford Mustang descapotable, en colaboración con Dase y con la implicación de celebridades como Milkman, Ms Nina, Juno Birch o Greta Menchi, entre otros. El mismo 2019, pinta un retrato gigante de la influencer Dulceida en Gargar Festival de Penelles, una de sus obras más polémicas, y aparece pintando en el reality show de A3Media “Masters de la Reforma”. También trabaja en la realización de la obra mural más grande de Europa, firmando más de 7.500m2 de murales en las instalaciones del centro de vuelo indoor Terminal Zero de Zaragoza, donde además expone un avión pintado a mano.
En 2020, una semana antes del estallido de la pandemia de Covid-19, presenta su exposición colectiva “Costumbrismo Millenial” en colaboración con los artistas Dase y Murfin, durante la Semana del Arte de Madrid o ARCO, en APPA art Gallery.
Durante el confinamiento, el artista no cesa su producción y realiza una colaboración en línea con el productor MakenRow y el cantante Juan Magán. Una vez abiertas las calles, el Museu de l’Empordà encarga al artista la producción de un mural de 50m de largo en motivo del centenario del Parc Bosc, de Figueras.
En 2021 firmó colaboraciones con el FCBarcelona y el Girona FC, y en verano inauguró una exposición individual en Ripoll en la que pinta la escultura de un toro de lidia a tamaño natural, inspirada en la canción Viva el Pasodoble. de Rocío Jurado. Ese mismo año, durante el verano, trabaja en Ibiza, en la exposición de su amigo Aldo Comas, junto a la escritora Fiona Ferrer Leoni y el torero francés Sebastián Castella.
A finales de año, de vuelta a Miami, donde, en colaboración con Dase, pinta uno de los murales más fotografiados de Wynwood; una reinterpretación de la obra “Niños comiendo melón y uvas” de Murillo. Ese año también inaugura varias exposiciones individuales con su línea de obras “Fert’s Recipes” en Gerona, Castilla-La Mancha y Miami, algunas de ellas en colaboración con empresas internacionales, del mundo de la cocina, como Schmid o Eurotoques. Dichas obras reinterpretan la “Campbell’s Soup” de Andy Warhol, homenajeando la gastronomía española.
En 2022, inaugura varias exposiciones en solitario, entre otros lugares, en el centro ecuestre Sercam Stables, donde también pinta un mural en homenaje su amigo y domador de caballos Santi Serra Camps, en el cual invita a pintar a Victoria Federica de Marichalar y Borbón, sobrina del rey Don Felipe VI de España. Ese mismo verano expone una obra en el Hotel de la Ville de Roma y en The Marlin Beach Club de Empuries, donde además de cuadros, presenta un coche 4x4 pintado a mano.
En el mes de diciembre, vuelve a Miami donde participa con un mural, en la exposición colectiva “Domingo Zapata & Friends”, curada por David Rosen Galleries, junto a artistas como Joaquín Ávila, Carlos Prieta, Aldo Comas y Domingo Zapata, y donde coincide con celebridades como el cantante Julio Iglesias Jr. o el actor Eduardo Renta.
En 2023, la obra del artista viste toda Barcelona en motivo de la final de la copa del mundo de salto en caballo, Longines FEI Jumping Nations Cup, organizada por el Real Club de Polo de Barcelona, quien encarga al artista el diseño del cartel del evento y su imagen corporativa. El campeonato, es presentado con una reproducción mural del cartel, pintado en vivo por Fert, en Plaza Universidad, de la ciudad condal. El mismo año pasa varios meses en Nueva York, dirigiendo la producción de una de las obras de arte sobre tela más grandes del mundo, que se expone en Las Vegas y presenta la obra “Etern Recomençar” en Atlantic Club de Barcelona, en colaboración con su amigo, historiador y político Santi Vila.
A finales de verano, cede una obra en beneficencia a la Asociación Española Contra el Cáncer, en una gala celebrada en el emblemático Castell de Peralada. Más tarde, viaja a México para la producción de un mural en Cancún e iniciar la colaboración con la galería Barcca Gallery.
En noviembre de ese mismo año, pinta un mural gigante encargado por el FC Barcelona, en homenaje a la ganadora del premio a la mejor jugadora de futbol del mundo, galardonada con el Balón de Oro, Aitana Bonmatí. A finales del mismo mes, Fert pinta la bandera más grande usada en un salto con paracaídas para la inauguración de Ifuru Island Maldives, antes de viajar de nuevo a Nueva York, donde pinta un mural en la fachada de la tienda de Montana Colors de Manhattan e inaugura una exposición organizada por VIP Club by Viecco Group. A principios de diciembre, acude a Miami para participar en la exposición "Art Basel by David Rosen Galleries" donde comparte espacio con artistas como Andy Warhol, Domingo Zapata, Keith Harring o Jordi Mollà, en el centro de diseño de Brown Jordan del Miami Design District.

## Exposiciones

### Solo
2023
- Gala benéfica ACC – Castell de Peralada (Peralada, España)
- Fert’s World – Barcca Gallery (Cancún, MEX)
- CSIO Barcelona – Real Club de Polo de Barcelona (Barcelona, España)
- Etern Recomençar – Atlantic Club (Barcelona, España)
- Fert's World – VIP club by Viecco Group (New York, USA)

2022
- Fert’s World – Marlin Beach club (Ampurias, España)
- Indomitable Spirit – Sercam (Gerona, España)
- Fert’s Recipes – Espacio Beebeer (Madrid, España)
- Fert’s World – Ses Boles (Cadaqués, España)
- Fert’s Recipes – CasaVostra (Figueras, España)

2021
- Fert’s Recipes – Barceloneta (Miami Beach, USA)
- Fert’s Recipes – Museo de Arte Contemporáneo (Tarancón, España)
- Fertsace World – Espai Rama (Ripoll, España)
- Fert’s Recipes – Schmid Gallery (Figueras, España)
- Mesopotàmia Empordanesa» – Muga (Cabanes, España)

2020
- Centenari del Parc Bosc» – Museu de l’Empordà (Figueras, España)
- Fertsace World – Alma Matter (Madrid, España)
- Fertsace World – Cal Rajoler (Cabanes, España)

2017
- Give a Hand to Nature – Temps de Flors (Gerona, España)
- Give a Hand to Nature – Ingràvid (Figueras, España)

2016
- Nuevo Costumbrismo – Ingràvid (Figueras, España)

2015
- 1m2 de realitat» – Can Trinxeria (Olot, España)

2014
- Inmaculado – Museu d’Historia (San Felíu de Guixols, España)

2013
- Fert’s World – Espai la Estació (Gerona, España)

## Colectivas

### 2023
- Fert’s World – Barcca Galery (Cancún, MEX)
- CSIO Barcelona – Real Club de Polo de Barcelona (Barcelona, España)
- Murs des Couleurs – Espace Ardéche (Mariac, FRA)
- Miami Art Basel – David Rosen Galleries (Miami, USA)

### 2022
- Domingo Zapata & friends – David Rosen Galleries (Miami, USA)
- ROMA – Hotel de la Ville (Roma, ITA)

### 2021
- Tramuntanart – Tramuntanart (Puerto de la Selva, España)

### 2020
- Costumbrismo Milenial – APPA Art Galllery (Madrid, España)

### 2015
- Tramuntanart – Tramuntanart (Puerto de la Selva, España)

### 2014
- Tramuntanart – Tramuntanart (Puerto de la Selva, España)

### 2013
- WeArt Barcelona – Pati Llimona (Barcelona, España)

## Exhibiciones

### 2023
- Aitana Bonamti, Ballon d’Or - FC Barcelona (San Pedro de Ribas, España)
- Murs des Couleurs – (Mariac, Francia)
- CSIO Barcelona – Plaça Universitat (Barcelona, España)
- 50 años del Cordobés – La Rambla (Barcelona, España)
- Miami Art Basel – David Rosen Galleries (Miami, USA)
- NYC Montana Colors - Montana Shop (New York, USA)

### 2022
- Marlin Beach Party (San Pedro Pescador  España)
- Sercam Event (Gerona, España)
- God Save the Gin - Beefeater (La Coruña, España)
- God Save the Gin - Beefeater (Málaga, España)
- LRV Custom - La Roca Village (Barcelona, España)
- Hotel VistaBella – Rosas (España)

### 2021
- Miami Art Basel – Miami (USA)
- More Than A Club – F.C. Barcelona (Estadio Johan Cruyff) (España)
- Logitech – Barcelona (España)
- Dejando Huella (Gosbi) – Gerona (España)
- Tramuntanart – Puerto de la Selva (España)
- Afonz Festival – Llançà (España)
- Gachas y amigos by Eurotoques – Tarancón (España)
- La Caverna de Plató – Ripoll (España)
- Burning Spring – Ampuriabrava (España)

### 2020
- Muesu de l’Empordà – Figueras (España)
- MK Studio Fest – Cabanes (España)
- Costumbrismo Millennial – Madrid (España)

### 2019
- Miami Art Basel – Miami (USA)
- Masters de la Reforma (A3 Media) – Madrid (España)
- Gargar Festival – Penelles (España)
- Burning Spring – Ampuriabrava (España)
- ZGZ Vuela Fest – Zaragoza (España)
- Intu Puerto Venecia – Zaragoza (España)

### 2018
- Tramuntanart – Puerto de la Selva (España)
- Burning Spring – Ampuriabrava (España)
- GSK Tu Encajas – Aranda de Duero (España)
- Lime MadFest – Madrid (España)
- Díada TV Gerona – Gerona (España)

### 2017
- Miami Art Basel – Miami (USA)
- Roberto Clemente Fest – Miami (USA)
- Hip Hop Street Vícar – Almería (España)
- Fira de Barcelona – Barcelona (España)
- Burning Spring – Ampuriabrava(España)
- Quintanar de la Orden – Toledo (España)

### 2016
- Sonar Festival – Barcelona (España)
- Rototom Sunsplash – Valencia (España)
- Explosage – Beziers (Francia)
- Castelló Urban Fest – Castellón de Ampurias (España)
- Tramuntanart – Puerto de la Selva (España)
- Ábretedemente – Barcelona (España)
- Meeting of Styles – Perpiñán (Francia)
- Figueres Urbana – Figueras (España)

### 2014
- Meeting of Styles – Wiesbaden (Germany)
- Dalirium – Figueras (España)

### 2013
- WEART – Barcelona (España)
- Centro de Arte Contemporáneo – Quito (Ecuador)
- GODS OF PAINT II – Quito (Ecuador)

### 2012
- Meeting Of Styles (Francia)

### 2011
- Graﬃti Show for Burn Energy Drink – Madrid (España)
- Meeting Of Styles – Perpiñán (Francia)
- KDS Festival 4 – Barcelona (España)
- Hip-Hop Street Vícar – Almería (España)
- Gris=Color – Figueras (España)

### 2010
- KDS Festival 3 – Barcelona (España)
- Hip Hop Street Vícar – Almería (España)
- Meeting Of Styles – Perpiñán (Francia)
- Urban Fest – Amer (España)